# Microtus transcaspicus
Microtus transcaspicus là một loài động vật có vú trong họ Cricetidae, bộ Gặm nhấm. Loài này được Satunin mô tả năm 1905.